# Петсамо-Кіркенеська операція
Петсамо-Кіркенеська операція відбувалася у часі наступальних дій радянського Карельського фронту та Північного флоту на півночі Фінляндії на території фінської губернії Петсамо та Норвегії проти сил Вермахту з 7 жовтня по 1 листопада (головні бої велися до 29 жовтня) 1944 року.

## Передуючі обставини
Після завершення успішної для радянських військ Виборзько-Петрозаводської операції Фінляндія вимушено виходить з війни із СРСР. До осені 1944 року сили Карельського фронту в багатьох місцях виходять до довоєнного радянсько-фінського кордону — за винятком Крайньої Півночі, де нацистські сили продовжували утримувати частину радянської та фінської територій. Для Третього Рейху утримання цих територій було важливим з огляду на наявність родовищ міді, молібдену, нікелю, та незамерзаючих морських портів, де базувалися кораблі Крігсмаріне. Протягом 1941—1944 років було створено добре укріплений Лапландський вал, котрий складався із 3-х оборонних смуг та мав 150 кілометрів в глибину, по фронту — до 100 км з дротяними загородженнями, мінними полями, надовбами, протитанковими ровами.

## Підготовка до операції
Перед радянськими військами було поставлено завдання у ході наступу на Луостарі та Петсамо знищити головні сили нацистського 19-го гірського корпусу, котрі мали в тій місцевості збудовану систему укріплень; надалі здійснювати наступ на місто Кіркенес в Нур-Норге.
За рішенням командира 14-ї армії головні радянські сили для прориву німецької лінії оборони зосереджувалися південніше озера Чапр — 99-й та 131-й стрілецькі корпуси. Допоміжний удар на правому фланзі мали здійснювати дві бригади морської піхоти та спеціально утворена оперативна група. 126-й легкий стрілецький корпус мав просуватися на лівому фланзі тундрою в обхід німецької оборони із завданням перетнути дорогу Пільгуярві — Луостарі.

## Сили сторін та їх чисельність
Третій Рейх
- 20-та гірська армія (командував генерал Лотар Рендуліч)
  - 19-й гірський корпус (генерал Фердинанд Йодль): 3 гірські дивізії та 4 бригади — 53000 військових при 753 гарматах й мінометах, займав глибоко ешелоновану оборону серед озер, фіордів та скелястих сопок
  - прикриття здійснювало 160 літаків 5-го повітряного флоту

СРСР
- 14-та армія (генерал Володимир Щербаков) — 8 стрілецьких дивізій, 5 стрілецьких, 2 інженерні, 1 танкова та 1 бригада реактивних установок, 21 артилерійський та мінометний полк, 2 полки важких артилерійських — загалом 97000 військових при 2212 гарматах й мінометах й 107 танках та САУ
- повітряну підтримку здійснювало 689 літаків 7-ї повітряної армії
- 2 бригади морської піхоти, загони кораблів та 276 літаків морської авіації Північного флоту (командував адмірал Арсеній Головко).

## Хід бойових дій
Власне бойові дій складалися умовно із таких стадій — подолання нацистських оборонних позицій, переслідування відступаючого противника, та бій за Кіркенес. У перебігу самого наступу радянськими силами було здійснено кілька морських десантів силами бригад морської піхоти та армійських підрозділів, першим був десант в губі Мала Волокова.
7 жовтня близько 8-ї ранку радянська артилерія починає обстріл позицій противника, через 2,5 години сухопутні підрозділи рушають до бою; на правому фланзі в німецьку оборону вклинюються 10-та гвардійська та 14-та стрілецькі дивізії, запеклі бої велися на горі Малий Каріквайвіш. Того ж дня 131-й стрілецький корпус досягає річки Титовка; 99-му стрілецькому довелося долати серйозний опір противника, тому він не зміг зайняти його укріплені пункти в головній оборонній смузі. Середнє просування за день склало 4-10 кілометрів вглиб німецької оборони. Нацистська оборонна смуга була прорвана 99-м корпусом атакою в ніч з 7 на 8 жовтня.
Війська групи, що знаходилися східніше річки Західна Ліца (де було найбільше просування нацистських сил у напрямі Мурманська), котрою керував генерал Борис Пігаревич, починають наступ 9 жовтня. Тієї ж ночі морською бригадою було здійснено десант в фіорді Мааттівуоно; радянські солдати, вирушивши з півострова Середній, подолали хребет Муста-Тунтурі та рушили на Петсамо, відітнувши частину німецьких сил; до кінця дня перебрано контроль над дорогою Титовка — Пороваара.
126-й легкий гірськострілецький корпус (командував полковник Володимир Соловйов) в нічному наступі перейняв контроль над аеродромом Луостарі, після цього спільно із 114-ю дивізією 99-го корпусу займає однойменний населений пункт. Зі сходу до Петсамо рухалася морська піхота та з'єднання від Західної Ліци, з півдня — 131-й корпус, контроль на заході — 72-га морська бригада, загрозу з півночі створював десант, котрий 13 жовтня оволодів гаванню Ліїнахамарі — німецькі сили опиняються з усіх сторін в оточенні.
11 жовтня відбувалися бої 126-го корпусу із 163-ю німецькою піхотною дивізією, котра намагалася пробитися до гарнізону Луостарі. Протягом 10-13 жовтня 31-ша лижній бригаді (командував полковник Степан Лисенко) та 72-й морській стрілецькій (полковник Іван Амвросов) щодня доводилося відбивати по 6-10 німецьких контратак.
На заключному відтинку операції 181-й розвідувальний загін Північного флоту здійснював бойові дії по зайняттю порту поблизу Ліїнахамарі. Укріплений нацистами порт прикривали миси Романов — на ньому розміщалися бетонні бункери з торпедними апаратами, з яких був добрий огляд місцевості при вході у бухту — це давало можливість торпедувати кораблі та човни; та Хрестовий — в гранітній основі останнього були обладнані бліндажі, бункери, вогневі точки, окопи та різноманітні укріплення.
12 жовтня морський десантний загін під керунком майора Івана Барченка-Ємельянова та лейтенанта Віктора Леонова здійснює атаку 2-х нацистських батарей на мисі Хрестовому та у швидкоплинному бою з малими втратами захоплює їх. Після даної операції радянським силам було забезпечено успішне висадження десанту в Ліїнахамарі, перебирання контролю над місцевістю та подальше захоплення Петсамо.
17 жовтня частини 45-ї стрілецької дивізії (командир — генерал Ілля Панін) біля озера Якяля-Пяя виходять до норвезького кордону. 18 жовтня 253-й стрілецький полк даної дивізії форсує річку Вуоремі та вступає на територію Норвегії.
Частини німецьких 19-го гірського корпусу та 163-тя піхотна дивізія відступають на захід, намагаючись закріпитися на рубежі Кіркенес — Нікель — система озер по норвезькому кордону. Оборона Нікеля покладалася на групу військ, котрими керував генерал Фогель — складалася з підрозділів, що відступали від Луостарі та перебазованих з Фінляндії. З огляду на це до бою вводиться радянський другий ешелон — 31-й стрілецький та 127-й легкий стрілецький корпуси із завданням зайняти Ахмалахті, 20 жовтня радянські сили взяли Нікель у напівкільце.
21 жовтня німецькі сили здійснили спробу контратаки на річці Вуоремі, десантна баржа потоплена радянською авіацією.
22 жовтня 131-й корпус починає бій за населений пункт Тарнет, котрий до вечора був зайнятий; у тому ж часі морська піхота за підтримки флотської артилерії здійснювала зачистку узбережжя, 99-й стрілецький корпус вийшов на дорогу Ахмалахті — Кіркенес.
З кораблів Північного флоту було здійснено іще 3 успішні морські десанти в Фарагнер-фіорді, що посприяли радянському наступу: 18 жовтня в затоках Аресвуоно та Суолавуоно, 23-го — у Кобхольм-фіорді, 25-го — в Холменгро-фіорді.
Близько 9-ї години ранку передові червоноармійські загони увійшли до Кіркенесу, в місті було захоплено 11 військових катерів та з концтаборів визволено 1626 полонених.
27 жовтня 31-й корпус (керував генерал Мінзакір Абсалямов) зі сходу вступає в Наутсі, з півночі — 127-й легкострілецький корпус.
Нацистські сили при відступі у напрямі Кіркенеса у великих об'ємах здійснювали різноманітні загородження та проводили руйнування на дорогах; шлях на місто було заміновано, підвісний міст через фіорд підірвано.
Яр-фіорд радянські військові форсували на амфібіях та рибальських човнах; небайдужі норвежці на 2-х мотоботах їм в цьому допомагали, під обстрілом рятували екіпажі з підбитих амфібій та перевозили їх на другий берег. При наведенні 14-ю дивізією десантної переправи на плотах у часі форсування Ельвенес-фіорду та Бек-фіорду норвежці також допомагали червоноармійцям.
Уночі на 26 жовтня сили 99-го стрілецького корпусу форсують Ланг-фіорд та займають норвезькі населені пункти Бухольм, Вейнес, Ленкосельвен, Мункельвен, Стонга, Хебугтен.
За час боїв пошкоджень зазнало не менше 3 радянських літаків, втрачено не менш 29.

## Вшанування
На найвищій точці мису Хрестовий в братській могилі поховані 20 розвідників, котрі загинули при зайнятті порту Ліїнахамарі.
В Кіркенесі встановлено фігуру радянського бійця зі зброєю в руках — праця норвезького скульптора С. Фредріксена.
Загалом 56 вояків за проведену операцію вдостоїлися звання Героя СРСР.
Єфрейтор Михайло Івченко, що 7 жовтня 1944 під час наступу закрив собою амбразуру, посмертно вшанований званням Героя СРСР.
Майор Іван Зимаков того ж дня при атаці на німецький спостережний пункт викликав вогонь на себе, також посмертно вдостоєний звання Героя СРСР (загинув у бою 18 жовтня).
Героя СРСР вдостоївся й молодший лейтенант Ашот Асріян — вогнем з танка знищив близько 40 автомобілів противника, із товаришами захопив групу полонених.
За форсування Яр-фіорду Героями СРСР стали:
- майор Костянтин Гонтар,
- старший сержант Федір Компанієць,
- лейтенант Павло Примаков.

За зайняття Петсамо 22-м з'єднанням та частинам Карельського фронту і 11-и Північного флоту та ряду авіаційних частин присвоєне почесне звання Печензьких.